# Ho Bong-chol
Ho Bong-chol   (21 d'agost de 1959) és un aixecador de peses nord-coreà, ja retirat, que va competir a finals dels anys setanta i principis dels vuitanta.
El 1980 va prendre part en els Jocs Olímpics d'Estiu de Moscou, on va guanyar la medalla de plata en la categoria del pes mosca del programa d'halterofília.
En el seu palmarès també destaca una medalla de plata al Campionat del món d'halterofília de 1980.